# Mustafa Zazai
Mustafa Zazai (* 9. Mai 1993 in Kabul, Afghanistan) ist ein deutsch-afghanischer Fußballspieler.

## Leben
Zazai kam am 9. Mai 1993 in Kabul, der Hauptstadt Afghanistans, zur Welt. Im Alter von sieben Jahren flüchtete er mit seiner Familie nach Deutschland und verbrachte zunächst drei Jahre im Freistaat Bayern, bevor er in den Norden Deutschlands nach Hamburg zog. Hier absolvierte Zazai 2012 sein Abitur am Johannes-Brahms-Gymnasium in Hamburg-Bramfeld. Zurzeit lebt er auch in Hamburg und blieb auch dort wohnen, als er beim VfB Lübeck spielte.

## Vereinskarriere

### Jugend
Zazai begann seine Karriere 2002 im Alter von acht Jahren bei der SpVgg Roßstadt in der unterfränkischen Kleinstadt Eltmann. Nachdem die Familie nach Hamburg zog, spielte er fortan beim Hamburger Stadtteilklub Bramfelder SV. 2006 folgte der Wechsel in die Jugend vom Hamburger SV. Hier spielte er in der Saison 2008/09 in der B-Junioren-Bundesliga Nord/Nordost unter dem ehemaligen Fußballspieler Markus von Ahlen und konnte mit der Mannschaft den 6. Platz erreichen. Zur Saison 2009/10 wechselte er zum SC Concordia Hamburg, wo er im ersten Jahr in der U-17-Regionalliga Nord spielte und zur Saison 2010/11 in die A-Junioren-Mannschaft in die U-19-Regionalliga Nord/Nordost aufstieg. Hier erarbeitete Zazai sich den Ruf eines Torjägers. Bereits in der Regionalliga erfolgreich, konnte er sich nach seinem Wechsel zum VfB Lübeck zur Saison 2011/12 nochmals steigern und 20 Tore erzielen.
Seine Tore und Leistungen weckten das Interesse von verschiedenen Vereinen, u. a. das der Bundesligisten FC St. Pauli, Hamburger SV, VfL Wolfsburg sowie des Drittligisten 1. FC Saarbrücken. Dennoch unterschrieb er im Februar 2012 beim VfB Lübeck einen Vertrag bis zum 30. Juni 2013 für die erste Mannschaft. Darüber hinaus kam Zazai bereits als A-Jugendlicher bei der in der fünftklassigen Schleswig-Holstein-Liga spielenden zweiten Mannschaft zum Einsatz; seinen ersten Einsatz verbuchte er am 17. September 2011 (6. Spieltag) bei einer 0:2-Niederlage gegen Holstein Kiel II. Insgesamt kam der Deutsch-Afghane bis 2013 achtmal beim VfB Lübeck II zum Einsatz und konnte ein Tor gegen den TSV Kropp zum 3:0-Endstand erzielen.

### Herrenbereich
Im Februar 2012 unterschrieb Zazai beim VfB Lübeck einen Einjahresvertrag bis zum 30. Juni 2013 mit Option auf ein weiteres Jahr. Zur Saison 2012/13 wurde der 19-Jährige in die Regionalligamannschaft des VfB Lübeck hochgezogen. Er debütierte dort am 5. August 2012 (1. Spieltag) bei der 0:1-Niederlage gegen den VfR Neumünster, als er in der 59. Minute für Vassilis Vallianos eingewechselt wurde. Bis zur Winterpause absolvierte der offensive Mittelfeldspieler 14 Spiele und erzielte ein Tor beim 2:1-Sieg gegen den FC Oberneuland, als er in der 1. Minute die zwischenzeitliche 1:0-Führung erzielte. In der Winterpause 2012/13 wurde dann ein Insolvenzverfahren gegen den Verein gestartet, in dessen Folge alle Spiele annulliert wurden und der Verein in die Schleswig-Holstein-Liga zwangsabsteigen musste. Weitere Spiele fanden nur im Rahmen eines Freundschaftsspiels statt. Insgesamt absolvierte Zazai in der Saison 2012/13 23 Spiele und konnte drei Tore erzielen.
Nachdem er bereits im Laufe der Rückrunde als Testspieler u. a. beim Hamburger SV II vorspielte, verließ Zazai den Verein zur Saison 2013/14 und schloss sich dem Ligakonkurrenten FC St. Pauli II an. Sein Debüt im Dress der Kiezkicker gab er am 4. August 2013, dem 1. Spieltag der Saison, bei der 0:4-Niederlage gegen den VfL Wolfsburg II; er wurde dabei in der 69. Minute für Erdogan Pini eingewechselt. Bei St. Pauli konnte er sich frühzeitig als Stammspieler im offensiven Mittelfeld durchsetzen und kam bis zur Saison 2014/15 regelmäßig zum Einsatz. In der Saison 2015/16 saß er jedoch des Öfteren nur auf der Bank, ohne eingewechselt zu werden. So kam Zazai in der gesamten Hinrunde nur zu acht Einsätzen und einem Tor gegen den BV Cloppenburg. Auch deshalb löste er seinen Vertrag beim Kiezklub im Dezember 2015 auf.
Zunächst war Wechsel ins Ausland geplant. Jedoch fand der Afghane keinen neuen Arbeitgeber, weshalb er zunächst ein halbes Jahr vereinslos blieb. Während dieser Zeit engagierte er sich sozial. Anfang Juni 2016 wurde bekanntgegeben, dass Zazai beim Regionalligisten TSG Neustrelitz zur Saison 2016/17 einen Einjahresvertrag bis zum 30. Juni 2017 mit Option auf ein weiteres Jahr unterschrieben hat. Bereits zu Beginn setzte er sich als Stammspieler durch und wurde bald zum Kapitän der Mannschaft ernannt. Ende September verletzte er sich jedoch an den Adduktoren, bevor er ab Ende Oktober wegen eines Knöchelbruches für den Rest des Jahres ausfiel. In der Rückrunde konnte er sich nicht wieder als Stammkraft durchsetzen, sondern pendelte meist zwischen Startelf und Bank. Am Ende der Saison stieg man als Tabellenletzter in die Oberliga Nordost ab; Zazai absolvierte 16 Partien in der Liga sowie ein Spiel im Mecklenburg-Vorpommern-Pokal. 
In der Saison 2017/18 spielte Zazai zunächst für die Lüneburger SK Hansa in der Regionalliga Nord wechselte allerdings nach torlosen 8 Spielen zum thailändischen Drittligaverein Chachoengsao Hi-Tek FC. Nach einem halben Jahr wurde Zazai anschließend zum Phrae United FC transferiert, welche ebenfalls in der thailändischen dritten Liga Thai League 3 zu finden waren.
Dort blieb Zazai ein weiteres halbes Jahr, bis er Mitte 2019 nach nur 2 Einsätzen mit je einem geschossenen Tor zum malayischen Verein Kelantan FA wechselte. Bei dem Zweitligisten aus der Malaysia Premier League blieb er allerdings nur vier Monate. Danach ging er nach Kambodscha, wo er für die Erstligisten Phnom Penh Crown und Visakha FC spielte. Mit letzterem Verein gewann er zweimal den nationalen Pokal. Zuletzt stand Zazai während der Saison 2022 beim Ligarivalen Boeung Ket Angkor unter Vertrag.

## Nationalmannschaft
Anfang Mai 2014 wurde Zazai von Nationaltrainer Erich Rutemöller in den Kader für den anstehenden AFC Challenge Cup nominiert. Er debütierte im Nationaltrikot am 14. Mai 2014 im Vorbereitungsspiel gegen Kuwait (2:3). Afghanistan belegte beim Challenge Cup am Ende den vierten Platz, Zazai kam in allen fünf Spielen zum Einsatz. Sein erstes Tor erzielte der Mittelfeldspieler am 16. Juni 2015 gegen Kambodscha; sein 1:0-Siegtreffer bescherte Afghanistan den ersten Sieg überhaupt bei einer Weltmeisterschafts-Qualifikation. Zazai wurde für die Südasienmeisterschaft 2015 nominiert, zu der Afghanistan als Titelverteidiger antrat. Die Nationalmannschaft erreichte das Finale gegen Indien, welches mit 1:2 n. V. verloren wurde. Zazai kam in vier Spielen zum Einsatz, nur beim zweiten Gruppenspiel gegen Bhutan (3:0) wurde er geschont.

## Erfolge
Nationalmannschaft
- Kambodschanischer Meister: 2020, 2021
- Vize-Südasienmeister: 2015